# Syncalama
Syncalama là một chi bướm đêm thuộc họ Noctuidae.